# Slamboree 1996
Slamboree 1996 var en pay-per-view inden for wrestling, der blev afholdt af WCW, og vist 19. maj 1996. 
Slamboree 1996 indeholdte en special Lethal Lottery, hvor 16 tagteams med to wrestlere fundet ved lodtrækning mødte hinanden. De fire bedste tagteams skulle mødes i en Battle Royal med otte wrestlere, hvor vinderen fik en titelkamp mod verdensmesteren. Vinderen blev også tildelt titlen som Lord of the Ring (en kopi af WWF's King of the Ring). 

## Kampe
Lethal Lottery: Første runde
- Animal og Booker T mod Lex Luger og Hawk endte uafgjort (begge tagteams diskvalificeret)
- Public Enemy besejrede The Taskmaster og Chris Benoit
- Rick Steiner og The Booty Man besejrede Scott Steiner og Sgt. Craig Pittman
- VK Wallstreet og Hacksaw Jim Duggan besejrede Blue Bloods
- Dirty Dick Slater og Earl Robert Eaton besejrede Disco Inferno og Alex Wright
- Diamond Dallas Page og Barbarian besejrede Meng og Hugh Morrus
- Fire & Ice besejrede Big Bubba Rogers og Stevie Ray
- Ric Flair og Randy Savage besejrede Arn Anderson og Eddie Guerrero

- WCW Cruserweight Title: Dean Malenko besejrede Brad Armstrong
  - Dean Malenko forsvarede sin nye titel

Lethal Lottery: Anden runde
- Dirty Dick Slater og Earl Robert Eaton besejrede VK Wallstreet og Hacksaw Jim Duggan
- Public Enemy besejrede Ric Flair og Randy Savage via diskvalifikation
- Diamond Dallas Page og Barbarian besejrede Rick Steiner og The Booty Man
- Fire & Ice gik direkte videre til Battle Royal

- WCW United States Heavyweight Title: Konnan besejrede Jushin Liger
  - US Champion, Konnan, forsvarede sin titel mod den japanske mester.

Lethal Lottery: Battle Royal
- Diamond Dallas Page vandt Lord of the Ring 1996
  - Diamond Dallas Page vandt Battle Royal mod Dirty Dick Slater, Earl Robert Eaton, Rocco Rock, Johnny Grunge, Barbarian, Scott Norton og Ice Train. Diamond Dallas Page får dermed en VM-titelkamp mod The Giant.

Main Event
- WCW World Heavyweight Title: The Giant besejrede Sting
  - Lex Luger og Jimmy Hart var i håndjern ved ringside, men fik alligevel ramt Sting i hovedet med megafonen, da Sting var ved at vinde. The Giant forsvarede dermed sin VM-titel.